# Filtr (zpracování signálu)
Filtr pro zpracování signálu představuje model, kterým modelujeme nějaký systém (skutečný, virtuální) popisující relace mezi vstupem a výstupem filtru (tzv. přenosová charakteristika). Filtr pro zpracování signálu (zkráceně jen filtr) je využíván v oborech regulace (automatizace), číslicové zpracování signálu, elektronika (radiotechnika), atd.

## Rozdělení filtrů podle charakteru
- lineární, nelineární
- kauzální, nekauzální
- s pamětí, bez paměti

## Rozdělení filtrů podle realizace
- analogový
  - spojitý
    - analogový pasivní filtr
    - analogový aktivní filtr
- číslicový (digitální)
  - diskrétní filtr
    - filtr s nekonečnou impulzní odezvou (IIR)
    - filtr s konečnou impulzní odezvou (FIR)

## Řád filtru
Řád filtru (řád modelu) určuje, s jakou věrností (přesností) jsou modelovány přenosové charakteristiky filtru.

## Popis systému
Systém filtru lze popsat dvěma způsoby, vnějším popisem a vnitřním popisem. Filtr s vnějším popisem považuje systém za neznámý objekt (černá skříňka). U filtru s vnitřním popisem známe strukturu systému, která je popsána modelem, který obsahuje stavové veličiny (stav systému).
Vnější popis je popsán zobrazením:
vstup → výstup
Vnitřní popis je popsán zobrazením:
vstup → stav systému → výstup
Matematický popis těchto systémů lze pro spojité systémy realizovat pomocí diferenciálních rovnic, diskrétní systémy lze popsat pomocí diferenčních rovnic.

## Analogový pasivní filtr
Např. v elektronice se využívá nejjednodušší realizace filtru pomocí pasivních elektrotechnických součástek R,L,C (rezistor,induktor,kapacitor). Pomocí tohoto filtru lze realizovat obvody typu LC, RC, RLC. Pomocí těchto obvodů lze modelovat filtry upravující frekvenčně fázové přenosové charakteristiky (závislost kmitočtu a fáze na zesílení obvodu).
Pasivní filtr lze realizovat i pomocí jiných prostředků, jako jsou např. pneumatické, hydraulické apod. systémy. Např. jako filtr lze popsat tlumení výfuku spalovacího motoru.

## Analogový aktivní filtr
Aktivní filtry jsou elektronické filtry realizované z části pasivní (pasivní filtr) a aktivních prvků. V těchto obvodech jsou využívány jako aktivní prvky např. tranzistor, operační zesilovač a další.

## Číslicové filtry
Pomocí číslicových filtrů lze realizovat modely diskrétních systémů pomocí algoritmických a aritmetických operací.

## Kmitočtově-fázové filtry
Tyto filtry se dělí na
- dolní propust (anglicky lowpass)
- horní propust (anglicky hipass)
- pásmová zádrž (anglicky notch filter)
- pásmová propust (anglicky passband)
- obecná kmitočtově-fázová charakteristika